# 布匿阿尔卑斯

约公元125年左右布匿阿尔卑斯行省在罗马帝国的位置（高亮处）

约公元117年左右布匿阿尔卑斯行省在罗马帝国的位置（高亮处）

布匿阿尔卑斯（拉丁語：Alpes Poeninae），或称格赖埃阿尔卑斯（拉丁語：Alpes Graiae）是罗马帝国的一个行省，位于阿尔卑斯山西部意大利与高卢交界处，其辖境相当于今日意大利的瓦莱达奥斯塔自治区和瑞士的瓦莱州。
该行省最为强大的部族为萨拉希族，其领地于前15年被罗马皇帝奥古斯都兼并。该行省的首府为Augusta Praetoria Salassorum（今瓦莱达奥斯塔自治区奥斯塔）。
该行省的名字来源于“布匿山口”（poeninus mons，即今大圣伯纳德山口），公元前218年，迦太基名将汉尼拔远征意大利的时候曾从这个山口通过。